# ミズレモン
ミズレモン（学名: Passiflora laurifolia）は、トケイソウ科トケイソウ属植物の種である。タマゴトケイソウまたはキミノトケイソウ（黄実の時計草）とも呼ばれる。熱帯アメリカ州原産で、世界中に拡がっている。熱帯植物であるため、霜には耐えられない。ごくまれに栽培されるが、野生で生育している地域であればどこでも市場で果実を買うことができる。自生地域以外ではあまり知られていない。種小名のlaurifoliaは「月桂樹のような葉の」の意味。
果実は中程度の大きさで、形状は卵形、長さおよそ5センチメートル、直径7.5センチメートルである。果皮は緑色あるいは濃橙色で、果肉は白色から黄色で果汁を極めて多く含む。
ミズレモンは、この上なくまろやかで良い香りの風味を持ち、一般的なパッションフルーツにある酸味は持たない。最大長さ9メートルほどまで丈夫な蔓を伸ばして成長する。わずかに湿気のある気候で良く育ち、一年を通して湿気のある土以外は、土壌や水の要求性に関しては気難しくない。ほぼ必ず種子から育つが、挿し木によって増やすことができる。種子を21 - 27 ℃で底面加熱すると1から2週間で発芽させることができる。より低温では、発芽まで最大10週間を要する。果実は生で食されるか、飲料に使用される。
ヴァージン諸島にあるウォーターレモン・キーはこの果物に因んで命名された。

## ギャラリー

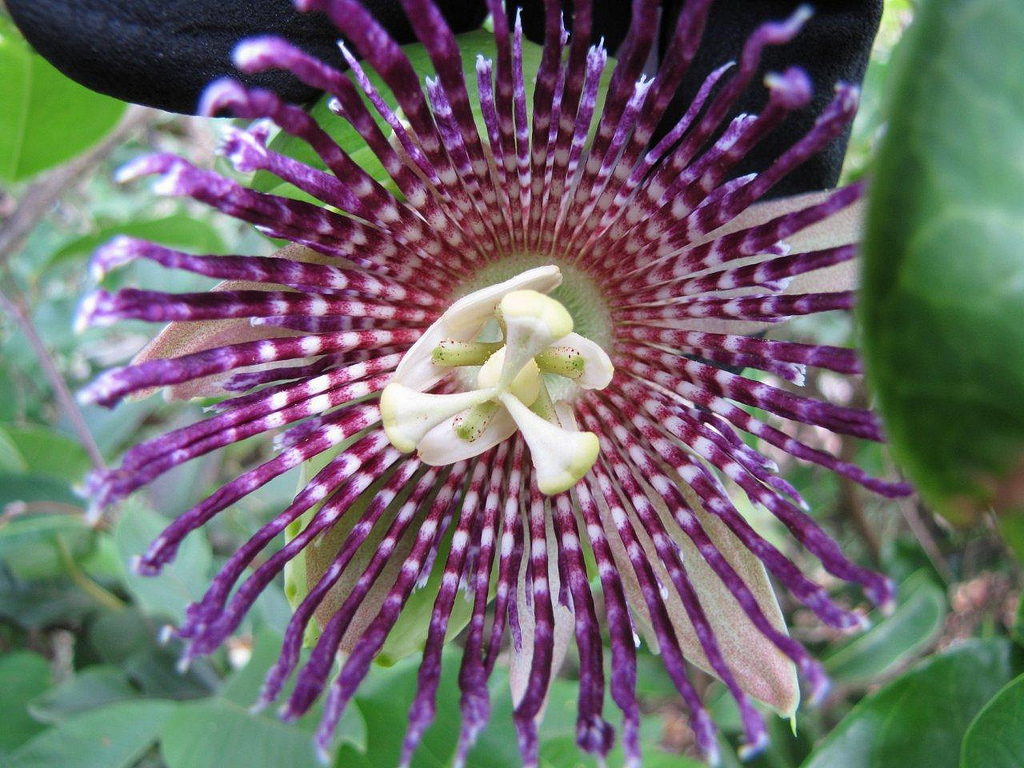
P. laurifoliaの花
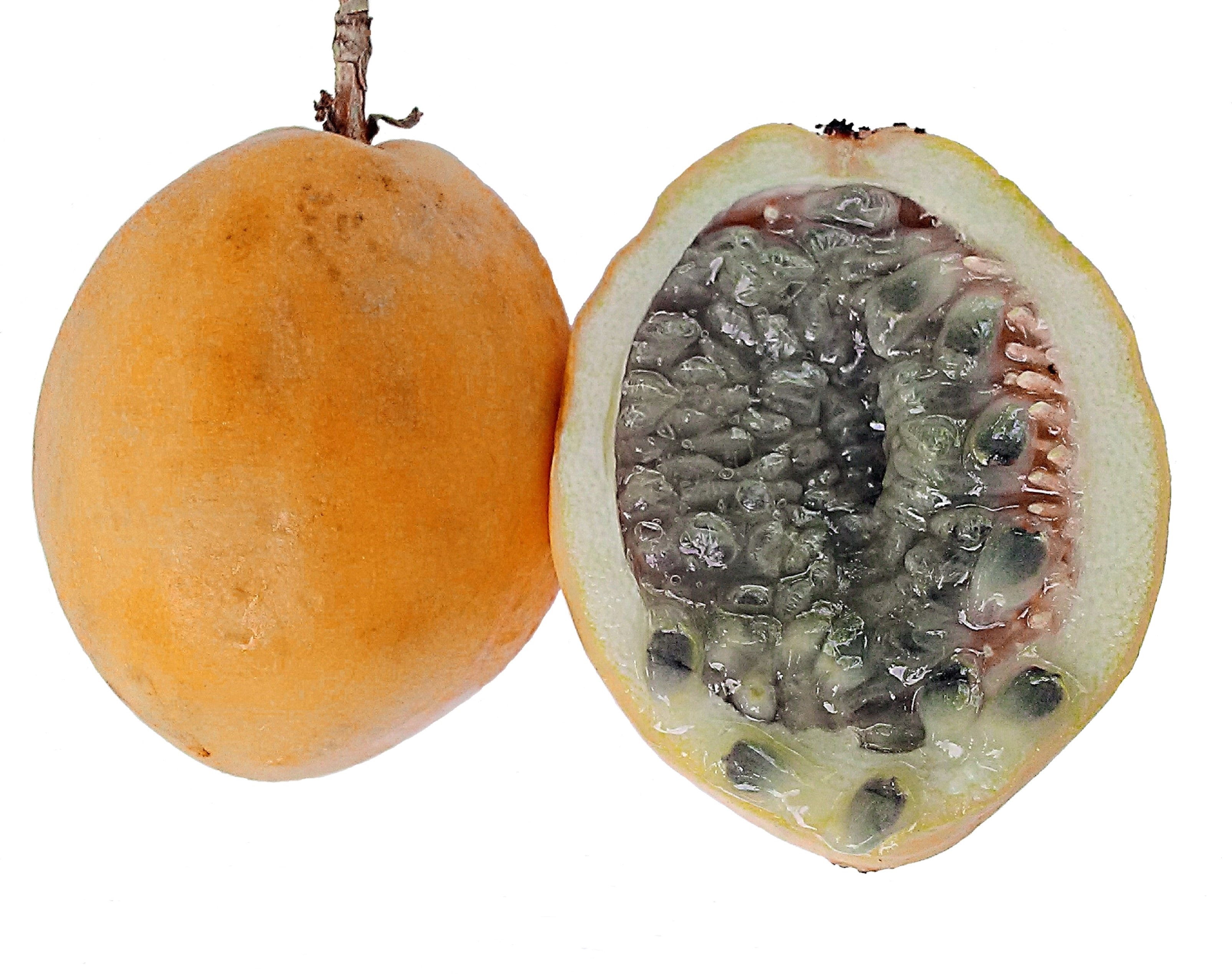
P. laurifoliaの果実